# دهستان ماماتین
دهستان ماماتین یکی از دهستان‌های شهرستان رامهرمز در استان خوزستان ایران است که در بخش رودزرد قرار دارد.

## جمعیت
براساس سرشماری مرکز آمار ایران در سال ۱۳۹۵، جمعیت دهستان ماماتین ۱۵۹۷ نفر (در ۴۰۴ خانوار) بوده‌است.